# Il mondo nuovo
Il mondo nuovo (Brave New World) è un romanzo di fantascienza di genere distopico scritto nel 1932 da Aldous Huxley. È il suo romanzo più famoso e ne sono stati tratti alcuni adattamenti televisivi.
Il libro anticipa temi quali lo sviluppo delle tecnologie della riproduzione, l'eugenetica e il controllo mentale, usati per forgiare un nuovo modello di società, tratteggiando una distopia in cui l'uomo vive in un drammatico limbo esistenziale. Il ritratto tracciato dall'autore di questo "mondo nuovo" è freddo e distaccato, ma vi traspare una cinica esaltazione degli aspetti grotteschi del dramma, sui quali Huxley si sofferma.
Il titolo originale si rifà alle parole pronunciate da Miranda ne La tempesta di William Shakespeare:
(William Shakespeare, La tempesta, Atto V, Scena I)
L'aggettivo brave andrebbe tradotto in italiano come eccellente dal momento che lo stesso autore si rifà alla tradizione letteraria di Shakespeare nella quale la parola assume questo significato.

## L'ambientazione:Il mondo nuovo
Ambientato nell'anno di Ford 632, corrispondente all'anno 2540 della nostra era, il romanzo descrive una società il cui motto è "Comunità, Identità, Stabilità". A seguito di una devastante guerra di nove anni (iniziata negli anni quaranta del ventunesimo secolo), l'intero pianeta viene riunito in vari grandi stati, governati da dieci Governatori Mondiali. La popolazione ignora il motivo della propria situazione attuale: sa solo che il passato era caratterizzato dalla barbarie. Solo i Governatori sanno come la presente società è nata e come era in precedenza.
La nuova società è basata sui principi della produzione in serie, applicati inizialmente nelle industrie automobilistiche di Ford alla produzione del "Modello T". Per questo Ford è il Dio di questa nuova società ed il segno della "T" ha rimpiazzato il segno della croce cristiana. Dal disprezzo di Henry Ford per la storia discende anche il rifiuto di studiarla e comprenderla: tutto ciò che appartiene al passato è considerato "vecchio" dalla popolazione. Il 1908, primo anno di produzione del Modello T, è diventato l'"anno uno" di questa nuova era. Lo stesso Ford viene anche confuso con il personaggio di Freud, che nel corso dei suoi studi aveva trattato anche le pulsioni sessuali nella storia dell'individuo, fin dalla nascita: nel libro se ne può vedere il riscontro nel fatto che i bambini vengono spinti a soddisfare queste pulsioni sin dalla più tenera età, onde evitare lo sviluppo di emozioni forti e di attaccamento al compagno.
La produzione in serie viene applicata anche alla riproduzione umana, resa completamente extrauterina. Gli embrioni umani vengono prodotti e fatti sviluppare in apposite fabbriche secondo quote prestabilite e pianificate dai governatori mondiali – l'inizio del romanzo si svolge proprio in una di esse – e non esistono più vincoli familiari di alcun tipo ("ognuno appartiene a tutti gli altri"). Per impedire nascite naturali, e quindi non controllate, vengono usate apposite pratiche di contraccezione, insegnate ai giovani nelle scuole; neanche più il cognome indica l'appartenenza a una famiglia, dato che ogni individuo può scegliere il nome e il cognome che preferisce.
Gli esseri umani in questa società sono divisi in caste, create tramite un ritardo controllato dello sviluppo degli embrioni ottenuto tramite privazione dell'ossigeno, in modo da influenzarne il futuro sviluppo fisico e intellettivo. Le tre caste inferiori sono formate da gruppi di gemelli identici, ottenute indebolendo gli embrioni fino a farli frammentare.
La casta alfa consiste degli individui destinati al comando, i beta coprono incarichi amministrativi che richiedono un'istruzione superiore, ma senza le responsabilità del comando. Le tre caste inferiori sono le gamma, delta e epsilon in grado decrescente di intelligenza. Gli epsilon sono creati e addestrati per occuparsi dei lavori più umili e nelle condizioni più dure senza lamentarsene. In genere, tutti gli individui sono sottoposti a condizionamento mentale per conformarsi al ruolo che ricopriranno nella società. All'interno di ogni casta vi sono poi sottogruppi indicati da plus e minus (negli alfa addirittura c'è una sottocasta di alfa-doppio-plus, unico caso di tre sottocaste in una singola casta) che indicano la conformità al condizionamento pre- e post-natale ricevuto, e modulano il successo sociale di ogni individuo. Tutti gli abiti che ogni individuo indossa, anche quando non è al lavoro, sono del colore distintivo della propria casta: per gli alfa è il grigio, per i beta è viola, per i gamma è verde, per i delta kaki e per gli epsilon nero.
Al tradizionale processo di educazione ne viene sostituito uno di condizionamento psicofisico, che inizia sin dal concepimento. Ad esempio agli individui destinati a riparare i jet in volo è fornito più preparato nutritivo mentre sono posti a testa in giù, per associare tale posizione (solitamente scomoda) al benessere; il processo viene poi proseguito durante l'infanzia attraverso la ripetizione ipnopedica continua di slogan. Il condizionamento viene considerato una pratica normale in questa società, tanto che gli individui usano il termine "condizionato" al posto di "educato". Ognuno viene indottrinato ad amare la propria collocazione sociale, il colore dei vestiti che indossa, la vita cui sarà destinato per la casta cui appartiene. Come "rimedio" per ogni eventuale infelicità, alla popolazione viene fornito un medicinale chiamato soma, in realtà una droga euforizzante e antidepressiva, garantendo così un ulteriore controllo della popolazione.
Sotto molti aspetti la società del Mondo Nuovo può essere considerata utopica e ideale: l'umanità è finalmente libera da preoccupazioni, sana, tecnologicamente avanzata, priva di povertà e guerra, permanentemente felice. L'ironia tuttavia è che questa condizione ideale è ottenuta sacrificando le cose che generalmente consideriamo importanti per l'essere umano: la famiglia, l'amore, la diversità culturale, l'arte, la religione, la letteratura, la filosofia e la scienza. In questo senso la società del Mondo Nuovo è una distopia, cioè un'utopia ironica o negativa.
Contrariamente a quanto un lettore contemporaneo può attendersi, tra le tecnologie usate per il controllo della società non rientra l'ingegneria genetica. Questo perché Huxley scrisse il testo vent'anni prima che James Watson e Francis Crick scoprissero la struttura del DNA.
I cittadini del Mondo Nuovo non hanno alcuna nozione della storia passata, salvo sapere, per il condizionamento avuto, che nel passato l'umanità viveva nella barbarie e che quello di oggi è il migliore dei mondi possibili. Sanno che gli esseri umani in passato erano vivipari e che esistevano nascite e genitori, ma questi concetti sono un tabù, le parole "madre" e "padre" sono usate come insulti.
Le caste inferiori, prodotte per clonazione, mostrano una forte mentalità gregaria, ma anche gli individui delle caste superiori, dove da un embrione si ottiene un solo individuo adulto, sono condizionati ad accettare il sistema di caste e le consuetudini sociali che derivano da esse. Nel corso del romanzo, spesso i personaggi citano gli slogan imparati durante il condizionamento che hanno ricevuto. È considerato normale essere molto mondani, avere una vita sessuale totalmente promiscua fin da piccoli, allontanare i pensieri negativi con il soma (che ha come unico effetto negativo quello di essere letale se assunto in dosi massicce), praticare sport ed essere, in genere, buoni consumatori. È invece inaccettabile passare del tempo in solitudine, essere monogami, rifiutarsi di prendere il soma ed esprimere opinioni critiche nei confronti degli altri e della società.

## Il contrasto
Se nella prima parte del romanzo viene descritto il Mondo Nuovo, nella seconda si scopre che per ragioni economiche alcune regioni del pianeta non sono state civilizzate come le altre. In una di queste aree, localizzata nel Nuovo Messico, sopravvive in una riserva rigidamente controllata una sacca di società pre-moderna, mantenuta per ragioni di studio sociale e di turismo a beneficio degli abitanti del resto del mondo.
Qui si incontra il personaggio di John, figlio di due cittadini del Mondo Nuovo – risultato di un errore di contraccezione – partorito nella riserva, dove la madre si è smarrita ed è stata dimenticata durante un viaggio. John cresce nella riserva secondo lo stile di vita degli Zuñi (un popolo di nativi d'America) ed educato secondo una cultura e una religione ibride tra quella Zuñi e quella cristiana latino-americana. La madre gli insegna a leggere e lui rimane molto influenzato dai lavori di Shakespeare, raccolti in un volume finito chissà come nella riserva e scampato alla distruzione dei libri operata secoli addietro nel Mondo Nuovo.
Per garantire alla società un'eterna e universale felicità, questa deve essere manipolata, la libertà di scelta e di espressione limitate, le ambizioni intellettuali e sentimentali inibite. I cittadini sono felici, ma il "selvaggio" John percepisce questa felicità come artefatta e sterile.
John vive il suo confronto col Mondo Nuovo in maniera ambivalente; da un lato attratto da esso – e attratto da una delle protagoniste, Lenina Crowne – dall'altro spaventato e orripilato dalle consuetudini di esso, a lui e alla sua educazione completamente avulse. Questo rapporto conflittuale con la società civilizzata lo porta, infine, a disprezzare la stessa e a scegliere la vita dell'eremita e la punizione corporale autoinflitta in un tentativo di reprimere la passione per la suddetta Lenina Crowne, in quanto considera la ragazza un'"impudente cortigiana". Tuttavia egli non riesce ad isolarsi dalla "civiltà" (che si manifesta continuamente in giornalisti e turisti in elicottero, curiosi di vedere come si comporta un "selvaggio"), perciò, oppresso da tutto ciò, si toglie la vita.

## Trama
Bernard Marx ottiene il permesso di recarsi insieme a Lenina nella Riserva di Selvaggi, nel Nuovo Messico. Il Direttore, accordandogliela, si lascia andare a una confidenza, che sarà fatale: anche lui, vent'anni prima era andato nella stessa riserva con una Beta-Minus, che però non era tornata perché si era persa. Nella riserva incontrano Linda e suo figlio John, il selvaggio. Per Lenina è uno shock culturale: è spaventata dalla vecchiaia e della miseria dei "selvaggi". Bernard capisce subito che Linda è la Beta-Minus di Thomas e che John è suo figlio. Approfitta della situazione per acquisire una posizione di potere nei confronti del Direttore: ottiene il permesso di portare i due alla civiltà e potrà così ricattare Thomas, al suo arrivo, e così evitare l'esilio in Islanda.
Tornati tutti a Londra Linda si perde in un trip di soma, la droga di stato, che, in certe dosi, isola dal mondo; Bernard utilizza John per ottenere visibilità, notorietà e potere, mostrandolo come fenomeno da baraccone. John, inizialmente, si presta, poi si ribella. Intanto Lenina è attratta da John ed è ricambiata ma il loro incontro fallisce: Lenina si spoglia per unirsi a lui ma John è scandalizzato dalla sua libertà erotica, la insulta e la colpisce. Intanto Linda sta morendo: John si reca al suo capezzale all'ospedale Park Lane, dove si trovano i moribondi. Dopo la morte della madre, John, sconvolto, si ribella e invita tutto il personale a prendere coscienza della prigionia del Soma (sono tutti in coda per prendere la dose giornaliera); la scena è drammatica: John getta tutte le pasticche, il personale lo aggredisce, giungono Bernard e l'amico Watson, arriva la polizia che seda gli animi. John, Helmholtz e Bernard vengono arrestati.

## Personaggi
- Thomas, Direttore del Centro di incubazione e di condizionamento di Londra Centrale. Successivamente si scopre essere il padre di John Il selvaggio. Viene chiamato anche Tomakin, presumibilmente come nomignolo nell'intimità con Linda.
- Henry Foster, Alfa-Plus, Amministratore del centro di incubazione, e partner di Lenina Crowne.
- Lenina Crowne, Beta-Minus, Addetta alle vaccinazioni al centro di incubazione. Successivamente John si innamora di lei.
- Mustafà Mond, Alfa-Doppio-Plus, Governatore Mondiale per l'Europa Occidentale (presumibilmente esistono altri 9 Governatori Mondiali per gli altri settori in cui è diviso il mondo, e che fanno capo a un governatore generale).
- Bernard Marx, Alfa-Plus, psicologo specializzato in ipnopedia.
- Fanny Crowne, Beta-Minus, addetta alla fecondazione degli embrioni. Amica di Lenina Crowne.
- Benito Hoover, Alfa-Plus, un altro partner di Lenina Crowne. È disprezzato da Bernard Marx.
- Helmholtz Watson, Alfa-Plus, docente al Collegio di Ingegneria Emotiva (Reparto Scrittura), amico intimo di Bernard Marx e di John.
- John Il selvaggio, figlio naturale di Linda e del Direttore Thomas 'Tomakin'. Trasportato dalla civiltà primitiva a quella moderna.
- Linda, Beta-Minus, madre di John e un tempo partner del Direttore Thomas 'Tomakin'. Originaria dell'Inghilterra, si perde nella Riserva del New Mexico, mentre era in viaggio con 'Tomakin' ed era incinta di John. È disprezzata sia dai selvaggi della Riserva che dal mondo civilizzato.
- Popé, selvaggio della Riserva e amante di Linda.

## Critiche
Sebbene apprezzato da quasi tutta la critica anglosassone, il libro ricevette anche delle critiche mosse da alcune figure illustri come George Orwell, Virginia Woolf e Thomas Stearns Eliot. Il filosofo Theodor Adorno espresse giudizi pesantemente negativi: "Huxley si schiera con coloro che all'era industriale rimproverano non tanto la disumanità quanto la decadenza di costumi. L'umanità viene posta dinanzi alla scelta tra la ricaduta in una mitologia che a Huxley stesso pare discutibile e un progresso verso una compatta illibertà della coscienza. Non resta nessun spazio per un concetto dell'uomo che non si esaurisca né nella coercizione del sistema collettivistico né nella contingenza del singolo La costruzione di pensiero che denuncia lo Stato universale totalitario mentre esalta retrospettivamente l'individualismo che vi portò, è totalitaria essa stessa"..
G. K. Chesterton spiega che Huxley si stava ribellando all'"Età delle Utopie". L'intellettuale inglese evidenziò come la maggior parte dei dibattiti sul futuro dell'uomo prima del 1914 fosse basata sulla tesi che l'umanità avrebbe risolto ogni problema economico e sociale. Il decennio successivo i dibattiti si sarebbero spostati sull'eliminazione delle cause della catastrofe. Le opere di H. G. Wells e George Bernard Shaw sulle promesse del socialismo e sulla nascita di uno Stato Mondiale furono viste come idee di un ottimismo naif.

## Ritorno al mondo nuovo
Nel saggio Ritorno al mondo nuovo (Brave New World Revisited), scritto nel 1958, Aldous Huxley riprende i temi de Il mondo nuovo e li analizza alla luce delle scoperte tecniche e scientifiche succedutesi nell'arco di tempo che separa le due opere.

## Adattamenti

### Radio
Un adattamento radiofonico di Brave New World, ad opera di William Froug, fu trasmesso nel programma CBS Radio Workshop il 27 gennaio e il 3 febbraio 1956, con le musiche di Bernard Herrmann, l'introduzione di William Conrad e la voce narrante di Aldous Huxley. Gli interpreti furono Joseph Kearns, Bill Idelson, Gloria Henry, Charlotte Lawrence, Byron Kane, Sam Edwards, Jack Kruschen, Vic Perrin, Lurene Tuttle, Herb Butterfield, Paul Hebert, Doris Singleton.

### Televisione
Il romanzo fu adattato per la televisione italiana nel 1979 all'interno della miniserie Racconti di fantascienza.
Nel 1980 un film per la televisione in due puntate, diretto da Burt Brinckerhoff, fu trasmesso dalla rete televisiva statunitense NBC, che nel 1998 realizzò anche un film in puntata singola diretto da Leslie Libman e da Larry Williams, tratto più liberamente dal romanzo. Mentre la versione del 1980 è stata trasmessa in Italia dalla RAI, la versione del 1998 non è stata doppiata in italiano né distribuita in Italia.
Nel maggio 2015, The Hollywood Reporter riferì che l'Amblin Entertainment di Steven Spielberg avrebbe proposto la sceneggiatura di una serie televisiva di Brave New World, scritta da Les Bohem, al canale Syfy. L'adattamento è stato poi realizzato da David Wiener, con Grant Morrison e Brian Taylor, la serie è stata distribuita nel 2020 e cancellata dopo una sola stagione

### Cinema
Nel 2009, Ridley Scott e Leonardo DiCaprio annunciarono che avrebbero collaborato ad un nuovo adattamento del libro. Qualche anno dopo il regista espresse però la difficoltà di dar seguito al progetto. In un'intervista al sito Collider, Scott dichiarò: «Non so che fare con Il mondo nuovo. È difficile. In un certo qual modo, penso che Il mondo nuovo fosse valido nel 1938, poiché aveva un'idea rivoluzionaria molto interessante. Non dimenticate che arrivò poco prima o poco dopo George Orwell, circa nello stesso tempo. Quando lo analizzi di nuovo, forse dovrebbe rimanere sotto forma di libro. Non lo so. Abbiamo provato a gestirlo…». Nel frattempo, Scott si dedicò ad altri progetti.

### Teatro
Brave New World è stato adattato per il palcoscenico da Dawn King, in una coproduzione di Royal & Derngate, Northampton e Touring Consortium Theatre Company, con musiche originali di These New Puritans e la regia di James Dacre. Dopo la prima il 4 settembre 2015, lo spettacolo è stato portato in tournée nel Regno Unito.

## Influenza culturale
- Il terzo album della Steve Miller Band, uscito nel 1969, è intitolato Brave New World, con evidente[senza fonte] riferimento al romanzo di Huxley.
- Il gruppo heavy metal Iron Maiden ha scritto una canzone ispirata a questo romanzo, intitolata appunto Brave New World, contenuta nell'omonimo album pubblicato nel 2000.[15]
- Gli album Fetus (1972) e Pollution (1973), di Franco Battiato, sono ispirati a questo romanzo, ed il primo è dedicato alla persona e all'opera di Aldous Huxley.
- Nel 2014 il critico letterario Piero Dorfles ha inserito il romanzo fra le opere raccolte in I cento libri che rendono più ricca la nostra vita nella sezione "L'utopia negata" pag. 16.
- Il gruppo americano Greta Van Fleet ha scritto una canzone intitolata Brave New World, contenuta nell'album Anthem of the Peaceful Army del 2018.
- Il libro è fra le pubblicazioni proibite nei territori dell'Impero giapponese nella stagione 2, episodio 2 de L'uomo nell'alto castello.
- L'episodio 36 della quarta stagione della telenovela argentina Casi Angeles è intitolato proprio "El soma". Inoltre, nell'episodio viene citato più volte il libro.

- "Brave New World" è il titolo ufficiale di Captain America 4, quarto film della fase 5 del Marvel Cinematic Universe uscito nelle sale a Febbraio 2025.

## Curiosità
- Numerosi passi tratti dalle opere di Shakespeare, quali La tempesta, Romeo e Giulietta, Amleto, Troilo e Cressida, Antonio e Cleopatra, La fenice e la tortora, Timone d'Atene, Otello, Re Lear, Macbeth, Re Giovanni, Misura per misura, vengono citati nel romanzo.

- Divinità della mitologia del popolo amerindio degli Zuñi, quali il Padre Sole Awonawilona, la Madre Terra Awitelin Tsta (o Tsita), il Padre Cielo Apoyan Tachi (o Tachu) sono menzionati nel libro, insieme alla divinità Navajo/Apache Etsanatlehi.
- Il soma, la droga ipotetica del romanzo, prende questo nome da una pianta sacrificale (Huxley stesso ritiene si tratti probabilmente di Asclepias acida[16], anche se le interpretazioni sono varie), da cui gli antichi invasori ariani dell'India ricavavano un succo che poi bevevano durante i loro più solenni rituali[17]; si credeva che questo succo conferisse salute e immortalità. Nella religione vedica, inoltre, il nome della pianta e del succo coincidono con quello della divinità Soma.

## Edizioni
- Brave New World, London, Chatto & Windus, 1932.
- Il mondo nuovo, collana Medusa n.18, traduzione di Lorenzo Gigli, Milano, Arnoldo Mondadori Editore, 1933,  pp. 284. - Collana Il bosco n.166, Mondadori, 1966; con Ritorno al mondo nuovo, Introduzione di Giuseppe Gadda Conti, Collana Oscar n.319, Mondadori, febbraio 1971; Collana Oscar Classici Moderni n.37, Mondadori, gennaio 1991, ISBN 88-04-34248-X, pp.340.
- Il mondo nuovo. Ritorno al mondo nuovo, collana Oscar Classici Moderni, traduzione di Lorenzo Gigli riveduta da Paola Levante, con la Prefazione dell'Autore all'edizione 1946, Postfazione di Alessandro Maurini, Milano, Mondadori, 2014. - Collana Oscar Moderni, Mondadori, 2016; Collana Oscar Moderni. Cult, Mondadori, 2021-2025, ISBN 978-88-047-3582-3.